# Маргарита Палеологина
Маргарита Палеологина (на италиански: Margherita Paleologo; 11 август 1510, Казале Монферато; † 28 декември 1566, Мантуа) от династията Палеолози от Маркграфство Монферат, е чрез женитба маркграфиня на Маркграфство Мантуа, първа херцогиня на Мантуа (1531 – 1540), маркграфиня на Монферат (1531 – 1540). Тя е регентка на двамата си сина от 1540 до 1556 г. заедно с нейния зет Ерколе Гонзага.

## Живот
Маргарита е дъщеря на маркграф Вилхелм XI Монфератски (1486 – 1518) от династията Палеолози и съпругата му принцеса Анна д’Алансон (1492 – 1562). По-голяма сестра е на Бонифаций IV Палеолог (1512 – 1530), маркграф на Монферат, който не се жени и няма деца. Племенница е на маркграф Джовани Джорджо († 1533). Нейният дядо е Бонифаций III Монфератски.
През 1531 г. Маргарита Палеологина се омъжва за Федерико II Гонзага (1500 – 1540), маркграф на Мантуа, херцог на Мантуа, от 1533 г. маркграф на Монферат. Тя е втората му съпруга. Преди това той е женен за нейната сестра Мария Палеологина, която умира през 1530 г.
Нейният син Гулелмо Гонзага нарича първата си дъщеря Маргарита Гонзага д’Есте на нея.
Маргарита умира на 28 декември 1566 г. и е погребана в църквата Санта Паола в Мантуа.

## Деца
Маргарита и Федерико II Гонзага имат седем деца:
- Франческо III Гонзага (* 1522, † 1550), 2-ри херцог на Мантуа и Монферат от 1540, ∞ 1549 Катарина Австрийска, дъщеря на император Фердинанд I
- Елеонора Гонзага, монахиня
- Анна Гонзага, монахиня
- Изабела Гонзага (* 18 април 1537, † 16 август 1579), ∞ 1554 Франческо Фердинандо д'Авалос († 1571), вицекрал на Сицилия
- Гулелмо Гонзага (* 1538, † 1587), 3-ти херцог на Мантуа и маркграф на Монферат от 1550, ∞ 1561 Елеонора Австрийска, дъщеря на император Фердинанд I
- Лудовико Гонзага-Невер (* 1539, † 1595), херцог на Невер и Ретел от 1565, ∞ 1565 Хенриета от Клеве, дъщеря на херцог Франсоа I дьо Невер-Клеве
- Федерико Гонзага (* 1540, † 21 февруари 1565), епископ на Мантуа, 1563 кардинал